# Incze (Keszawarz)
Incze – wieś w Iranie, w ostanie Azerbejdżan Zachodni, w szahrestanie Szahin Deż. W 2006 roku liczyła 85 mieszkańców.